# Shirley Kuo
Shirley Kuo, född 1930, är en taiwanesisk politiker. Hon var finansminister 1988–1990. 